# ۱۲۳۲ (خورشیدی)
۱۲۳۲ هزار و دویست و سی و دومین سال هجری خورشیدی است.

## زادگان
- ۴ فروردین_ مظفرالدین شاه: پنجمین شاه قاجار.